# Rhytidochrota brunneri
Rhytidochrota brunneri är en insektsart som beskrevs av Carl Stål 1878. Rhytidochrota brunneri ingår i släktet Rhytidochrota och familjen gräshoppor. Inga underarter finns listade i Catalogue of Life.